# Arvid Pedersson Kåse

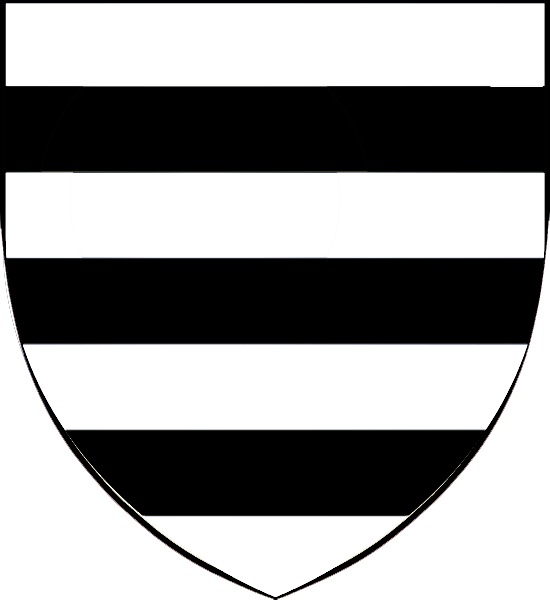
Vapen för ätten Kåse

Arvid Pedersson Kåse, född omkring 1500, död efter 1559, var en svensk ämbetsman. 
Han var frälseman, hövitsman hos kung Gustav Vasa och väpnare, son till en Peder som troligen var bonde och Anna Arvidsdotter Kåse. Om Arvid Pedersson Kåse kan nämnas att han uppräknades bland det rustade smålandsfrälset 1537 samt att han fortfarande var i livet 1559. Han är belagd mellan 1533 och 1559. 
Arvid Pedersson Kåse var gift med Margareta Birgersdotter Drake och följande barn: Peder, Botild och Börge (~Birge(r)). 